# Iška vas
Iška vas je naselje v Občini Ig. Mimo kraja teče reka Iška, ki priteče iz Iškega vintgarja. V kraju stojita cerkvi sv. Mihaela in sv. Križa; slednja je bila v drugi svetovni vojni sodišče. Zraven cerkve je šola, kjer je bil med 2. svetovno vojno zapor. Iška vas je z Ljubljano povezana z mestno avtobusno linijo št. 19I, ki obratuje vse dni v tednu, omogočen pa je tudi prestop na redne primestne avtobusne linije. 
Iz Iške vasi vodi mestoma makadamska (asfaltirana do Gornjega Iga) cesta preko Gornjega Iga na Rakitno, ki je priljubljena zlasti med gorskimi kolesarji.
Iška vas je bila včasih samostojna občina; pod njo so spadale vasi Iška vas, Iška in Gornji Ig.

## Znamenitosti
- Cerkev sv. Križa (med drugo svetovno vojno je služila kot sodišče),
- Cerkev sv. Mihaela (v njej je urejen lapidarij rimskih spomenikov Ižanskega kota)

## Društva
- Prostovoljno gasilsko društvo Iška vas
- KUD (kulturno umetniško društvo) Iška vas
- TD (turistično društvo) Iška vas
- Strelsko društvo Iška vas
- Prelet (društvo za padalce)